# Gabi und Klaus
Gabi und Klaus ist ein Lied der deutschen A-cappella- und Popband Die Prinzen aus dem Jahr 1991.

## Entstehung und Veröffentlichung
Das Lied wurde von Prinzen-Mitglied Sebastian Krumbiegel geschrieben und komponiert. Für die Produktion zeichneten Annette Humpe und Armand Volker verantwortlich.
Gabi und Klaus erschien 1991 als Debütsingle der Prinzen bei Hansa Records. Diese erschien als 2-Track-CD- und 7″-Single mit eine A-cappella-Version als B-Seite. Am 9. September 1991 erschien das Lied als Teil des Prinzen-Debütalbums Das Leben ist grausam.
Im Jahr 2010 nahm die Band eine neue Version unter dem Titel Gabi und Klaus 2.0 für die Kompilation Es war nicht alles schlecht auf. Für das Album Krone der Schöpfung (2021) nahm die Band das Lied neu im Duett mit der deutschen Sängerin Mine auf.

## Inhalt
Es geht inhaltlich um Liebeskummer, aus der Perspektive der beiden Personen Gabi und Klaus, die sich gegenseitig die Schuld für ihre Trennung zuschieben. Sie singen beide im Regen ihren Frust von der Seele.

## Musikvideo
Das dazugehörige Musikvideo spielt in einem Klassenraum. An der Schreibtafel steht „Klaus liebt K. Gaby*“  geschrieben. Bis November 2023 zählte es auf der Videoplattform YouTube über 1,7 Millionen Aufrufe.

## Charts und Chartplatzierungen
| ChartsChartplatzierungen | Höchstplatzierung | Wochen |
| ------------------------ | ----------------- | ------ |
| Deutschland (GfK)        | 24 (16 Wo.)       | 16     |
| Schweiz (IFPI)           | 9 (11 Wo.)        | 11     |